# Mainbrücke Lengfurt
Die Mainbrücke Lengfurt ist eine Straßenbrücke in Unterfranken, die bei Flusskilometer 173,68 den Main überspannt und die Kreisstraße MSP 36 überführt. Das Bauwerk besitzt zwei Fahrstreifen sowie beidseitig Gehwege und verbindet die Triefensteiner Ortsteile Trennfeld und Rettersheim mit dem Ortsteil Lengfurt.

## Geschichte
Lengfurt lag an der Handelsstraße von Frankfurt am Main über Würzburg und Nürnberg nach Regensburg, die hier an einer Furt den Main querte. Eine Fähre ist erstmals für 1102 dokumentiert. Die Bedeutung der Fähre für den überregionalen Verkehr war mit der Inbetriebnahme der Mainbrücke in Marktheidenfeld im Jahr 1846 zu Ende. Von 1895 bis zur Eröffnung der ersten Brücke 1904 wurde eine Gierseilfähre betrieben.
Im Jahr 1901 nahm die Zementfabrik Wetterau in Lengfurt ihre Produktion auf. Das hatte unter anderem einen wachsenden Verkehr über den Main zum Bahnhof Trennfeld an der Bahnstrecke Lohr–Wertheim zur Folge und führte schließlich zur ersten festen Mainquerung in Lengfurt. Die Brücke wurde ab dem Frühjahr 1903 errichtet und am 29. Juni 1904 feierlich eingeweiht. Die Baukosten von rund 300.000 Mark musste größtenteils die Gemeinde tragen, weshalb bis zum 1. März 1942 für die Benutzung ein Brückenzoll zu entrichten war. Dazu wurde extra ein Brückenhäuschen gebaut. Am 31. März 1945 sprengten deutsche Truppen das Bauwerk und zerstörten es komplett. Erst nach der Räumung der Brückenteile war ab Juni 1945 wieder die Schifffahrt auf dem Main möglich. Bis 1954 diente eine kleine Fähre zur Mainquerung. 1952 beschloss der Kreistag Marktheidenfeld den Brückenneubau bei geschätzten Baukosten von 850.000 DM, die Gemeinde musste 75.000 DM tragen, das Zementwerk übernahm 175.000 DM. Im Sommer 1953 begannen die Bauarbeiten, und am 20. November 1954 folgte die feierliche Einweihung.

## Brückenkonstruktion von 1904
Die erste Brücke über den Main war 170 m lang und hatte eine nutzbare Breite von 6,0 m. Die Stahlfachwerkkonstruktion mit unten liegender Fahrbahn überspannte mit drei Öffnungen und Stützweiten von 33,0 m in den Endfeldern sowie 96,3 m im Hauptfeld den Main. Der Überbau, von der Maschinenbaugesellschaft Nürnberg errichtet, zählte zu den am weitest gespannten Brücken in Bayern.

## Brückenkonstruktion von 1954

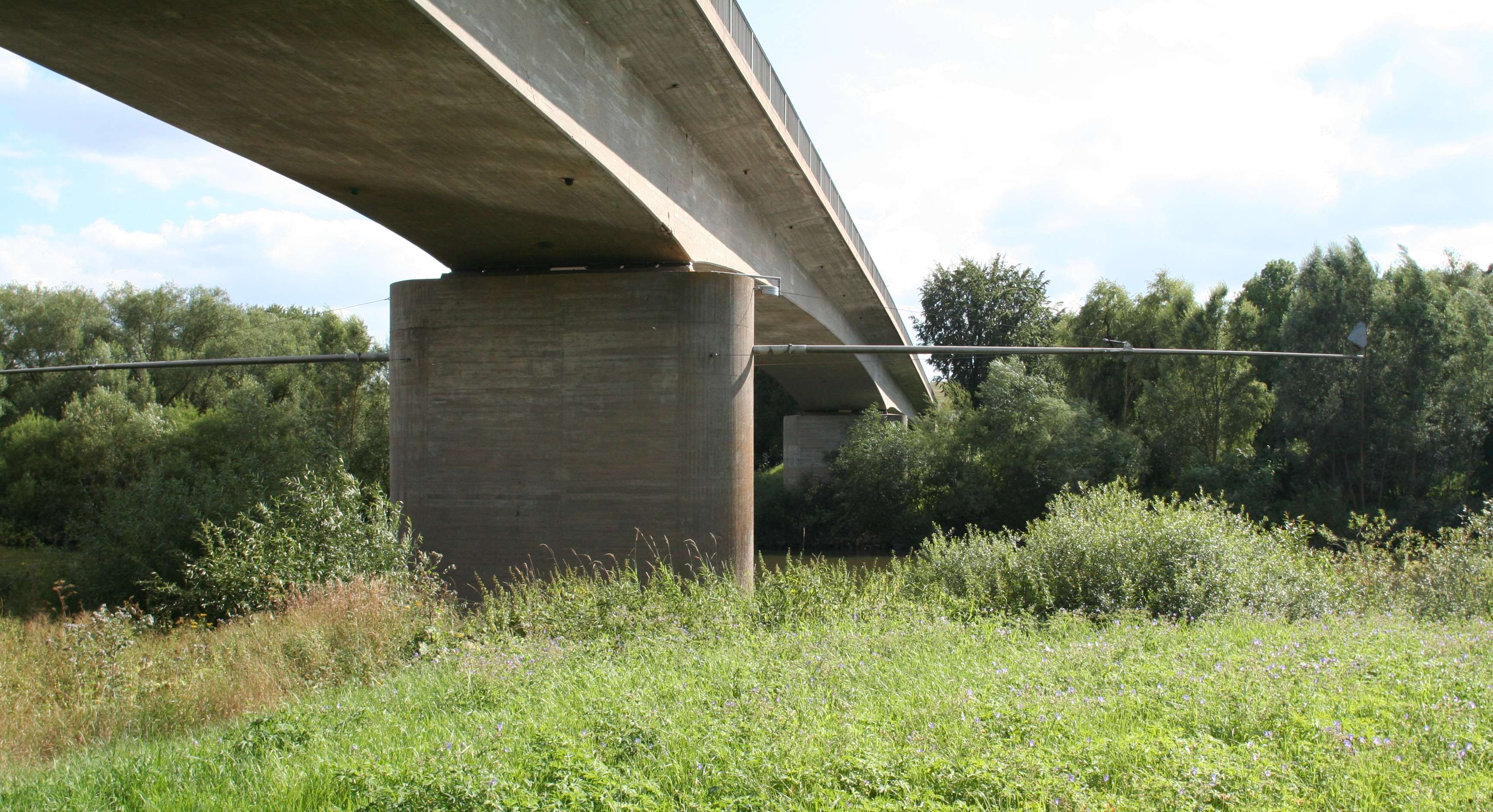
Brückenuntersicht

Als Neubau kam 1954 eine Spannbetonbrücke zur Ausführung. Die Pfeiler wurden neu errichtet, die alten Widerlager im Gründungsbereich teilweise wieder verwendet. Die Konstruktion weist drei Felder mit einer Gesamtstützweite von 155 m auf. In den Außenfeldern beträgt die Stützweite 46,5 m, und das Hauptfeld spannt 62,0 m weit.
Die insgesamt 9,1 m breite Straßenbrücke besitzt zwei Fahrstreifen mit je 3,0 m sowie beidseitig Gehwege mit je 1,3 m Breite. Das Bauwerkssystem ist in Längsrichtung ein Durchlaufträger. In Querrichtung ist ein einzelliger, 5,6 m breiter Hohlkasten mit einer 0,25 m dicken Fahrbahnplatte vorhanden, die beidseitig 1,75 m auskragt. Der Hohlkasten ist mit einer Bauhöhe von 3,1 m über den Pfeilern, 1,8 m in Feldmitte und 1,5 m an den Brückenenden  gevoutet ausgebildet und in Längsrichtung vorgespannt. In Brückenmitte beträgt die Dicke der Bodenplatte 0,15 m und der Stege jeweils 0,4 m, über den Pfeilern sind es 0,4 m beziehungsweise 1,0 m.
Die Brücke wurde auf einem Lehrgerüst aus Rundholz, das auf Rammpfählen gegründet war, betoniert. Bei der Herstellung des mittleren Feldes musste eine Öffnung von 20 m Breite für die Schifffahrt vorhanden sein. Dies wurde durch den 10 m weit auskragenden Überbau sowie 11 m lange Stahlträger sichergestellt.